# Schultz & Schirm Bühnenverlag
Die Schultz & Schirm Bühnenverlag GmbH (kurz Schultz & Schirm) ist ein österreichischer Verlag für Theaterstücke mit einer eigenen Theater-Edition. Der Verlagsschwerpunkt liegt auf Komödien.
Der Bühnenverlag wurde 2014 von Helen Zellweger, Michael Niavarani und Georg Hoanzl gegründet. Geschäftsführende Gesellschafterin ist Helen Zellweger. Zeitgleich wurde die Produktionsfirma Niavarani & Hoanzl GmbH gegründet, die unter anderem Komödien aus dem Verlagsprogramm produziert. So fanden etwa die Uraufführungen der Shakespeare-Bearbeitungen von Michael Niavarani im Globe Wien statt.

## Verlagsprogramm
Schultz & Schirm verlegt deutschsprachige Komödien und möchte dabei auch junge Autoren fördern. Zudem finden sich Übersetzungen unter anderem englischer und französischer Stücke im Programm.
2016 wurde erstmals ein Komödien-Stipendium für Übersetzer ausgeschrieben.
In der Theater-Edition Schultz & Schirm erscheinen ausgewählte Komödien aus dem Verlagsprogramm in Buchform.
Im Juli 2017 wurde bekannt, dass Regisseur Arman T. Riahi gemeinsam mit den beiden Hauptdarstellern und Co-Drehbuchautoren Faris Rahoma und Aleksandar Petrovic auf Initiative von Michael Niavarani eine Bühnenfassung von Die Migrantigen erarbeiten. Niavarani fungiert als Coach, gemeinsam mit dem Schultz & Schirm Bühnenverlag soll ein Theater für die Uraufführung gesucht werden.

## Autoren des Verlags
- Katrin Ammon
- Gregor Barcal
- Theodora Bauer
- Wolfram Berger
- Sebastian Brandmeir
- Jean-Claude Carrière
- Klaus Eckel
- Lisa Eckhart
- Roman Frankl
- Nina Hartmann
- Alexis Michalik
- Michael Niavarani
- Christian O’Reilly
- Gary Owen
- Florian Stanek
- Jessica Swale